# Armageddon (birra)
Armageddon è una birra prodotta dal birrificio scozzese Brewmeister Brewery di Banchory nell'Aberdeenshire, in Scozia, non lontano da Aberdeen. La birra, al momento della sua introduzione sul mercato il 3 novembre 2012, con una gradazione di 65% vol. era la più forte del mondo. Gli ingredienti che la compongono sono: malto d'orzo (di tipo crystal), grano e fiocchi d'avena. È stata creata dal mastro birraio Lewis Shand che ha affermato: